# 9 Pułk Dragonów (austro-węgierski)
(Galicyjsko-Bukowiński) Pułk Dragonów Arcyksięcia Albrechta Nr 9 (DR. 9) – pułk kawalerii cesarskiej i królewskiej Armii.
Pełna nazwa niemiecka: (Galizisch-bukowina’sches) Dragonerregiment Erzherzog Albrecht Nr. 9.

## Historia pułku
Pułk został utworzony w 1682, jako Pułk Kirasjrów księcia Juliusa Franza Sachsen-Lauenburg. Jednostka stacjonowała w Czegléd, a od około 1872 w Tarnopolu.
Kolejnymi szefami pułku byli:
- FM książę Saksonii-Lauenburga Julius Franz von Sachsen-Lauenburg(inne języki) (1682 – †30 IX 1689[5]),
- FM arcyksiążę Jan Habsburg (1795 – †11 V 1859)[2].

W 1895, po śmierci marszałka polnego, arcyksięcia Albrechta, pułk otrzymał jego imię „na wieczne czasy”.
Swoje święto pułk obchodził 18 czerwca w rocznicę bitwy pod Kolinem stoczonej w 1757 roku.
W 1914  sztab pułku razem z 2 dywizjonem stacjonował w Brodach, 1 dywizjon w Kamionce Strumiłowej, a kadra zapasowa w Kołomyi.
W 1914 pułk był podporządkowany bezpośrednio komendantowi 4 Dywizji Kawalerii.
Żołnierze nosili wyłogi trawiastozielone, guziki złote.

## Organizacja pułku
- komenda pułku
- 1 dywizjon
- 2 dywizjon
- kadra zapasowa
- pluton pionierów
- patrol telegraficzny

Dywizjon składał się z trzech szwadronów liczących 117 dragonów. Pułk według etatu liczył 37 oficerów oraz 874 podoficerów i żołnierzy.

## Dragoni
Komendanci pułku
- płk Johann von Kopeček (1914[2])

Oficerowie
- płk książę Robert von Württemberg(inne języki) (od 23 XII 1917 FML[8])
- rtm. Juliusz Iskierski
- rtm. Mikołaj Minkusz
- rtm. Stanisław Pomiankowski (1912–1918)